# 庫爾特維爾縣區 (伊利諾伊州蘭道夫縣)
庫爾特維爾縣區（英語：Precincts (United States)）是位於美國伊利諾伊州蘭道夫縣的一個縣區。

## 地方資料
根據2010年美國人口普查的數據，庫爾特維爾縣區的面積為54.73平方千米，當中陸地面積為53.85平方千米，而水域面積為0.88平方千米。當地共有人口1418人，而人口密度為每平方千米25.91人。